# Antiguo convento de los Jesuitas (Huete)

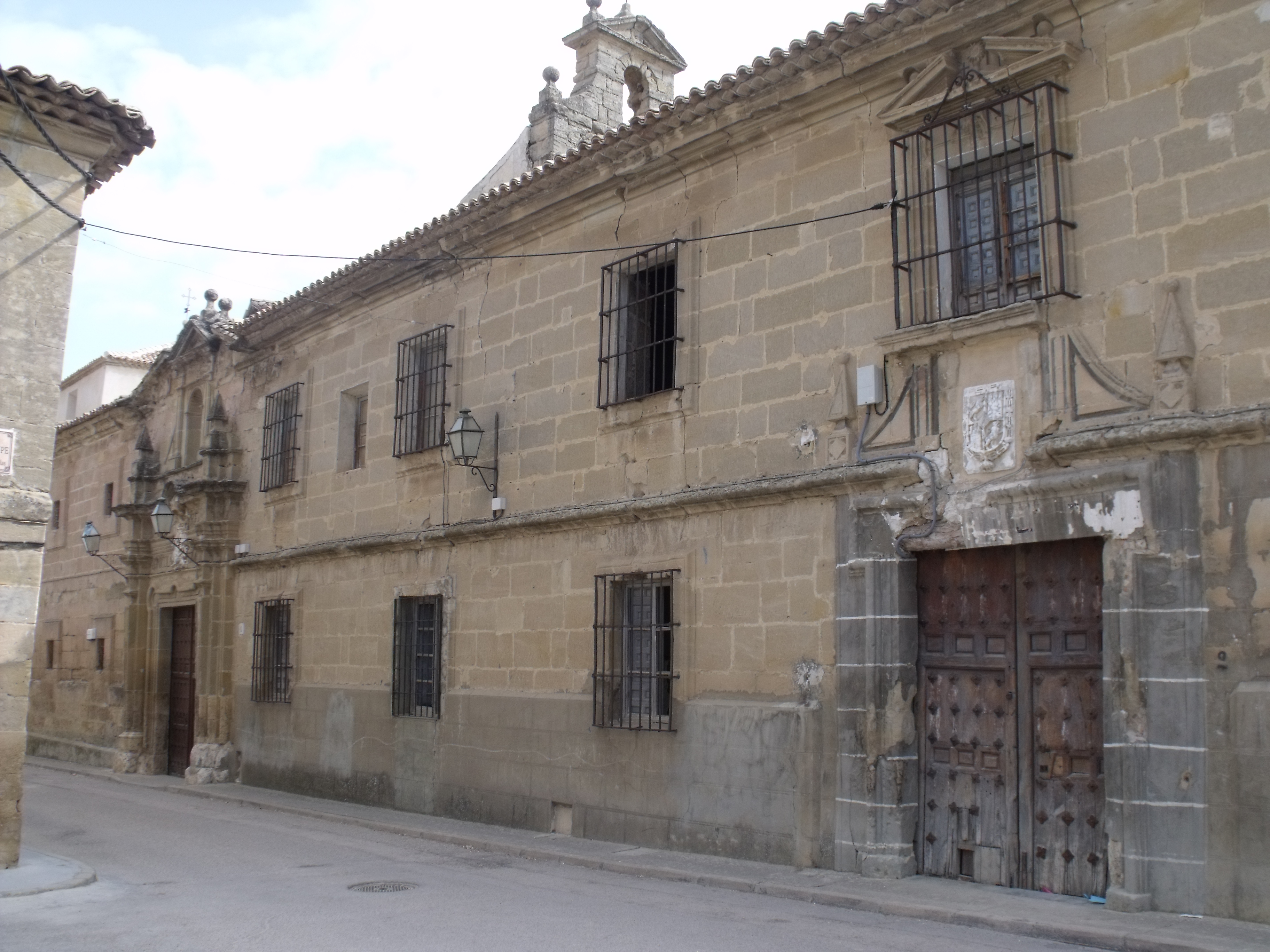
Antiguo convento de los Jesuitas de Huete

El Antiguo Convento de los Jesuitas de Huete (provincia de Cuenca, España) fue fundado hacia 1570 a instancias del clérigo optense Esteban Ortiz, vicario de Montalbo y beneficiado de la Parroquia de San Pedro, que donó los terrenos y las rentas para su sostenimiento, y se creó bajo los auspicios de Diego Hurtado de Mendoza, padre de la Princesa de Éboli.
En 1570 llegaron los primeros religiosos y poco tiempo después se pusieron en marcha las escuelas de primeras letras y de gramática. Aprobó su creación San Francisco de Borja cuando era en Roma general de la Compañía de Jesús. En el colegio estudiaron personajes ilustres como San Juan del Castillo, primer santo conquense canonizado, o como el padre Hernando de Santaren, nacido en Huete y martirizado en Zorocapa (México) en 1616.
En 1767 Carlos III expulsó a los jesuitas de España y el convento de Huete fue desalojado, aunque continuó su actividad docente por medio del clero secular. Elemento destacado es la portada barroca adintelada del templo, con doble pilastra y estípites, donde se incorporan las armas reales y la inscripción de Carlos III. Al quedar el templo sin uso, el 18 de febrero de 1770 el rey ordenó el traslado a este templo de la parroquia de San Nicolás de Medina, situada anteriormente junto a la puerta de la muralla del mismo nombre, siendo conocida desde entonces como San Nicolás el Real. El soberbio edificio está compuesto por fachadas de piedra arenisca con dos órdenes de rejas.

El 22 de mayo de 1896 perdió su categoría de parroquia y durante la guerra civil en 1936 toda la decoración fue destruida y el templo quedó gravemente deteriorado. En 1949 se abrió nuevamente al culto, siendo la decoración actual aportada por diversos donantes y las diversas hermandades y mayordomías que tienen su sede en este templo. A pesar de su condición de iglesia filial de la parroquia, carece de culto; excepto en las festividades de San Antón, San Juan, Nuestra Señora de Loreto y San Juan Evangelista.
En 2004 se declara el edificio como Bien de Interés Cultural.

## Descripción
Las obras se inician en la segunda mitad del siglo XVI, época de la que se conserva el tramo de la fachada situada a la izquierda de la portada del templo. Durante el primer tercio del siglo XVII –coincidiendo con la primera fase del barroco español- se construyeron la casa conventual –con patio columnado y hermosas estancias abovedadas– y la airosa y esbelta espadaña, que se levanta por encima de toda la construcción. 
La parte conventual tiene planta cuadrada, formando en su interior un claustro, también de forma cuadrada, en torno a cuyos tránsitos se organizan las dependencias conventuales. El claustro tiene dos alturas; en la inferior, alternan columnas de orden toscano con pilares de madera; mientras que en el claustro superior toda la estructura es de madera. El campanario manierista, construido a comienzos del siglo XVII, es de gran belleza.
La iglesia fue iniciada en agosto de 1700 y su diseño se atribuye a los arquitectos Juan de Sierra Torres y Tomás del Campo o a  fray Domingo Ruiz de Ris, siendo concluida tres años después por los maestros Juan de Palacios y Cristóbal de Hernansaiz, que construyen el crucero y transepto del templo.
La planta de la iglesia es típicamente jesuítica, consta de una nave en forma de Cruz latina, con capillas laterales bajo arcadas de medio punto. Los seis tramos de la nave, el presbiterio y los brazos del crucero se cubren con bóvedas de medio cañón con lunetos. Sobre el crucero se levanta una gran cúpula gallonada. Sobre las capillas laterales hay dos tribunas de gran capacidad; éstas proporcionan luz a la iglesia por medio de unas celosías situadas en cada uno de los tramos de la nave.
En el crucero, al lado del evangelio, se conserva todavía el escudo de los Chacones, patrones del altar de San Ignacio, situado allí antiguamente. Convertido el templo en parroquia, a los lados del altar mayor se construyeron dos capillas con cupulinas, magníficas de proporción y traza, una con decoración rococó y la otra neoclásica. La primera, una bella capilla de estilo rococó atribuida al arquitecto José Martín de Aldehuela, fue mandada construir por la hermandad de la Virgen de Guadalupe. Desde 1874 la titular es la hermandad de Jesús Nazareno, llamando vulgarmente «el Pobre». La segunda es, desde 1785, la de San Juan Evangelista, una bella capilla de corte academicista atribuida al arquitecto Mateo López, cuya imagen fue trasladada en aquel momento desde la iglesia de Santa María de Atienza. En la actualidad el templo es mantenido por las hermandades de San Antonio Abad, Nuestra Señora de Loreto y San Juan Evangelista con muy importantes fiesta el segundo fin de semana del mes de mayo.

## Fuente
- Este artículo incluye contenido derivado de una disposición relativa al proceso de protección, incoación o declaración de un bien cultural o natural publicada en el BOE n.º 78 el 9 de abril de 2003 (texto), el cual está libre de restricciones conocidas en virtud del derecho de autor de conformidad con lo dispuesto en el artículo 13 de la Ley de Propiedad Intelectual española.